# Hołowczyce-Kolonia
Hołowczyce-Kolonia – wieś sołecka w Polsce położona w województwie mazowieckim, w powiecie łosickim, w gminie Sarnaki.
Wierni Kościoła rzymskokatolickiego należą do parafii św. Stanisława Biskupa i Męczennika w Sarnakach.

## Podziały i przynależność administracyjna
Pierwotnie dzisiejszy obszar wsi będący wcześniej folwarkiem należał do wsi Hołowczyce (Stare Hołowczyce) wzmiankowanej w 1545. W czasach Księstwa Warszawskiego 1809 powołano gminę wiejską Hołowczyce, do której należał folwark. Od 1867 po podziale na powiaty i gminy, gmina Hołowczyce należała do powiatu konstantynowskiego w guberni siedleckiej, a w latach 1912-1915 do guberni chełmskiej. Po odzyskaniu niepodległości w 1918 gmina Hołowczyce wraz z powiatem należała do województwa lubelskiego. Następnie z niej wyodrębniono sołectwo Hołowczyce-Kolonia w wyniku parcelacji porosyjskich majątków. W 1932 wraz z całym powiatem Hołowczyce-Kolonia zostały łącznie z gminą Hołowczyce wchłonięte przez powiat bialski. W czasie okupacji wieś należała do dystryktu lubelskiego Generalnego Gubernatorstwa. W 1954 w miejsce gmin wprowadzono Gromadzkie Rady Narodowe zlikwidowane w 1973 na rzecz większych gmin.
W 1956 utworzono nowy powiat łosicki przynależny do województwa warszawskiego. Gromadę Hołowczyce odłączono od powiatu bialskiego, przyłączając do nowo powstałego powiatu. W latach 1975–1998 miejscowość administracyjnie należała do województwa bialskopodlaskiego.

## Dzieje folwarku
W 1775 dobra Hołowczyce (czyli m.in. dzisiejsze Stare Hołowczyce, Nowe Hołowczyce i Hołowczyce-Kolonia}, zwane starostwem hołowczyckiem, otrzymał w dożywotnią dzierżawę starosta mielnicki Adam Jakub Szydłowski. Po jego śmierci w 1815 r. majątek przeszedł z powrotem  pod administrację państwową i był ponownie wydzierżawiany jako dobra rządowe. W 1867 r. dobra hołowczyckie otrzymał za zasługi od rządu carskiego Aleksander Nirod, majątek będący majoratem wydzierżawił. Przed I wojną światową, właścicielką majątku została Zofia Kirpiczewa, mieszkająca na stałe w Petersburgu.
Krewny Aleksandra Niroda o takim samym imieniu i nazwisku książę Aleksander Nirod przebywał w pobliskim Janowie, gdzie kierował stadniną koni.
Niewielki, modrzewiowy dwór był kryty gontem (rozebrany na początku lat 50. XX w. Do tej pory zachowały się po tym założeniu resztki zadrzewienia i stawu. Tu przed I wojną światową rozpoczęto budowę gorzelni, której nie ukończono. Ostatnią osobą dzierżawiącą folwark Hołowczyce był Mikołaj Grobicki. W trakcie parcelacji majoratu dotychczasowy dzierżawca skorzystał z możliwości kupna i poszczególni członkowie rodziny wzięli 5 działów po 10 ha, które w czasach PRL-u wysprzedali.

## Powstanie i dzieje wsi
Wieś typu kolonijnego powstawała stopniowo w trakcie parcelacji (1922, 1929) majoratu o powierzchni 582 ha. Parcele dzielono na 8-10 hektarowe paski, na których powstawały siedliska. Osadnicy pochodzili głównie z najbliższych okolic. Nowo powstała wieś składała się z  4 części: Rozwadówka – wzdłuż drogi z Rozwadowa do Starych Hołowczyc, pod lasem - Kozik i Zakątki oraz Za rzeką – obejmującą również dawny folwark.
Odzyskanie niepodległości po rozbiorach w lokalnej historii odznaczyło się tym, że porucznik Jan Kazimierz - syn Mikołaja Grobickiego dowodził w okolicy ochotniczym oddziałem Polskie Organizacji Wojskowej uczestnicząc w rozbrajaniu Niemców w listopadzie 1918. W czasie okupacji hitlerowskiej, w maju 1944 na Koziku w stodole rolnika Walczuka przechowywano tymczasowo fragmenty niemieckiej rakiety V2, wydobytej z nadbużańskich mokradeł przez AK-owców.
W 1960 zelektryfikowano część wsi – Zakątki, a w 1970 pozostałą. W latach 70. XX w. rozpoczął się proces starzenia i wyludnienia wsi. W miarę wyludniania następował proces stopniowego zalesiania gruntów rolnych o niskiej bonitacji gleby. 